# 兰封会战
蘭封會戰是徐州会战后期的一場战役。此时徐州地区国军主力为了避免被日軍南北合围，正在全面有序撤退。1938年5月日軍土肥原賢二第14師團為配合徐州會戰，切斷國軍之西面退路和阻止第一戰區軍隊增援徐州，而渡过黄河突进豫东，力图切断陇海铁路。国军方面判断形势，为歼灭这一“孤立”之敌，第一戰區薛岳组织豫東兵團（第一兵团），調集六個軍共十二个师的兵力，將第14師团合圍。然而，第27軍軍長桂永清及88師師長龙慕韩等将领在日军猛攻下临阵脱逃弃守阵地，日軍佔領蘭封（兰考）。其后国军虽奋力反复争夺，但日军数个师团援兵将至，形成反包围态势，并攻下商丘，国军被迫向西突围。由于日军数个师团在平原的突进，国府最终决定在花园口决堤以水代兵，形成黄泛区来迟滞机械化日军的进攻，为武汉会战的准备争取了宝贵时间，此战役又演變為武汉会战的序幕。

## 战役经过

### 背景
五月中旬中国第五战区的主力开始从徐州向西突围，与日军脱离了接触。日军华北方面军要求第一军所属第14师团向东推进，攻占商丘（归德）以配合第二军对徐州的中国军队进行迂回包围；而第一军司令官香月清司要求第14师团西进占领兰封，对第五战区李宗仁部实施更大范围的战略包围。土肥原贤二听从顶头上司的命令而不顾华北方面军的要求，第14师团经火力和兵员加强（配属了两个重炮联队、战车及工兵部队，总兵力超过3万人）后由鲁入豫，攻陷郓城、曹县、内黄、仪封、野鸡岗等地，强渡黄河（1938年2月国军新8师炸毁黄河铁桥）突进兰封地区。第一战区为掩护第五战区主力转移、阻止日军西进及围歼孤军深入的敌土肥原师团而组织豫东兵团对其进行合围。

### 中方部署
5月20日，蒋介石飞抵郑州部署，将兰封地区从第五战区划归第一战区，从第三战区抽调薛岳至兰封担任第一战区前敌总司令，组建第一战区第1兵团：调集以中央军为主的第27军（桂永清）、第71军（宋希濂）、第74军（俞济时），及第64军（李汉魂）、第8军（黄杰），后又增调胡宗南第17军团。
薛岳奉命统一指挥新组建的第1兵团和原负责防卫黄河的商震第20集团军及刘和鼎第39军，计划三面合围一举围歼日军第14师团。李汉魂指挥第74军和第64军第155师为东路军，从商丘西进；第27军（中央军校教导总队残部整补，战车团新补而成）和第71军（87、88师残部整补而成）为西路军，从兰封东进；命第3集团军孙桐萱部及第20集团军商震部为北路军，在定陶、菏泽、东明、考城（今兰考东北固阳）附近切断日军退往黄河北岸的通路。同时命第8军军长黄杰指挥第8军、第94军的第187师及第24师等部坚守砀山、商丘，阻止由徐州沿陇海路西进的日军。该部署虽然集中了优势兵力形成合围态势，但在西南方向留下一个缺口：从兰封到杞县附近，没有安排主力部队。

### 战役過程
5月20日，日军第14师团先锋部队击溃国军第61师，随即向北攻击，当天便绕到兰封西面，攻占罗王车站，在兰封和开封之间再次切断陇海铁路。
第一战区豫东兵团于5月21日开始向日军第14师团发动进攻。经激烈战斗，第74军部第51师及第71军部第88师的1个旅收复了内黄，第71军的第87师收复了仪封。第71军及第74军又夺回了西毛姑寨、杨楼、和楼等村庄。蒋介石改令71军向红庙方向进击，将守备兰封的任务交给27军，且把71军的88师（师长龙慕韩）暂留，交由桂永清指挥，邱清泉率第200师战车团协防。
5月21日，邱清泉率坦克车队在兰封城郊巡逻时几近全歼日军一个骑兵中队，取得小胜。随后桂永清和邱清泉大肆宣扬战绩，对上级依次通报。
5月23日，日军第14师团的一个加强旅团在坦克和炮火的支援下向兰封的外围阵地阳堌集、双塔集地区猛攻，仅两三个小时第27军阵地被突破，桂永清率部退向开封、杞县，令第88师驻守兰封。邱清泉率战车团撤至罗王车站后继续西撤。第88师师长龙慕韩在桂永清退走后，亦于当夜擅自弃城逃走。同日，第14师团攻占黄河渡口陈留口以取得武器弹药等后勤补给。
5月24日，日军第14师团占领陇海路上的战略要地兰封。同时，据守砀山的第8军第102师在日军第16师团（自鲁西赶来）的猛攻下，师长柏辉章下令放弃阵地西逃，日军占领砀山。国军包围圈出现缺口，面临全线崩溃。统帅部对兰封的失守大为震惊。蒋介石令薛岳指挥俞济时第74军、李汉魂第64军、宋希濂第71军、桂永清第27军由东向西，命第17军团长胡宗南由西向东包围兰封、罗王寨、三义集、曲兴集一带的日军第14师团。
5月25日，薛岳指挥豫东兵团再次对日军第14师团发起猛攻。当晚，第71军夺回兰封车站。
5月26日，第74军夺回了罗王车站，第71军猛攻兰封外围日军阵地。
5月27日，第64军攻占罗王集，第71军收复兰封。日军第27旅团的残部向三义寨逃去。罗王车站和兰封的收复，使陇海路恢复了通车，被隔断于商丘附近的42列满载物资和第五战区撤退官兵的火车得以撤回郑州。日军第14师团主力收缩至三义寨、曲兴集附近，被豫东兵团所包围。
国军统帅部对豫东各部队未能在限定时间攻歼兰封附近之敌有所不满。27日蒋介石下达手令，责令各部团结歼敌，同时要求抽调兵力组成预备队以备万一。
战役至此，中方拼死硬攻仍久攻不克，日军身陷重围却顽强抵抗。为解第14师团之危，华北方面军被迫放弃追击西撤的国军第五战区主力，紧急抽调第二军第10、第16师团及从东北调来参加徐州会战的关东军第3、第13混成旅团等部队赶赴兰封地区解围，并不失时机地逐次向开封东南地区进攻来策应第14师团突围。
日军第10师团（自苏北出发）向亳州、涡阳进攻。第16师团于5月26日攻占虞城，同时向商丘外围阵地进攻。当夜，黄杰第8军退至商丘郊区一带。
5月27日，程潜电令黄杰：务须死守商丘，在兰封地区之敌被击歼前，不得放弃。
5月28日，黄杰不执行战区司令长官的命令，擅自率第40、第24师退向柳河、开封，将第187师留防朱集车站和商丘。同日，日军第14师团向第27军阵地反击，桂永清仓促命令各部向阳堌集、红庙间地区转移阵地，沿途抛弃无线电机及武器弹药，情形混乱。
5月29日拂晓，第187师师长彭林生也率该师撤退。商丘为日军第16师团占领。
商丘的失守，严重地威胁了进攻日军第14师团的薛岳军的侧背，第一战区被迫再次调整部署，令各部固守据点，夺回失守阵地，重新形成合围。
第二军当日命“第16师团（配属混成第3旅团）确保归德（商丘）及其要点，主要从杞县方面击败当面之敌；第10师团在继续执行现在任务的同时，准备以有力一部紧急派往杞县方面。混成第13旅团占领涡阳后，即转隶于16师团”。
5月30日又将第10师团的濑谷支队配属给第16师团，以加强其进攻能力。日军第10师团攻占了涡阳、亳州后，第16师团进至杞县东。同日，日军第1军司令官更换为梅津美治郎中将。
国军第一战区根据形势的发展，认为不仅由徐州西进的日军已加强了力量，而且黄河北岸的日军（混成第4旅团5000余人）正经封丘、贯台组织强渡，企图接应被困于兰封地区的第14师团。至月底日军各路援兵向兰封迫近，而豫东方面的国军激烈作战，伤亡较大，已开始处于不利地位，于是决定令豫东、鲁西的作战军即向西转移。
5月31日，蒋介石忍痛指示第一战区下达了《战区兵力转移部署方案》，停止围攻日军第14师团，命令薛岳指挥豫东兵团西撤。
6月1日，薛岳下令停止围攻，全面撤退，兰封会战第一阶段结束。
日军华北方面军司令寺内寿一不听东京大本营“未经批准，不许越过兰封、归德、永城、蒙城、正阳关、六安一线进行作战”的命令，并下达了向兰封以西追击的命令。
6月3日，日军第16师团攻占杞县、通许、陈留。新编第35师师长王劲哉放弃兰封。
6月4日，日军第14师团占领兰封后继续向开封进攻。
6月5日夜，日军从西北角攻开封城。
6月6日凌晨，宋肯堂率防守开封的第141师（欠第4旅，附税警旅）退走，日军第14师团占领开封。同时，日军第16师团已占领尉氏、扶沟，第10师团已占领柘城。
6月9日，中牟失守，日军前锋部队距郑州仅约30公里。同日，日军炸毁郑州南面的铁桥，切断平汉铁路，郑州成为孤城。
薛岳命令重组防线，再擅自撤退将被依法严办。但事实上由于部分高级军官畏死或无能，豫东作战中擅自撤退者大有人在。
开封失守，日军第14师团及第16师团的西进严重地威胁了第一战区司令长官部所在地郑州及平汉路的安全。
6月3日，统帅部决定在决堤放水，形成黄泛区，以水代兵，迟滞日军机械化部队。6月4日至7日，刘和鼎率两个团在中牟县赵口决堤引流失败。
6月9日清晨，国军第8师在花园口挖开30米宽决口，黄河水缓缓下泻。6月10日，黄河中上游突降大雨、汛期提前，黄河水量猛增，原决口被冲成1000余公尺的大缺口，黄河水从决口涌出，冲坏陇海铁路，向豫东南流去，形成上千平方公里的黄泛区，造成黄河中下游近400万居民流离失所。
兰封会战至此正式结束。日军被黄泛区阻隔后，被迫放弃了攻占郑州从平汉线进攻武汉的计划。日军耗时一月，对被黄泛区围困的部队进行空投补给和搜救，黄河决堤直接造成日军的伤、病、亡人数合计在7000至20000人之间，第14师团及第16师团的重装备（汽车、战车、火炮及部分通讯器材）被大量丢弃，余部退守到徐州后，南下到蚌埠，过淮河，再到合肥与日军其他部队会合，从长江北岸进攻武汉。
在蘭封會戰結束後的8月11日，日本陸軍鐵道輸送單位運輸了2,051名補充人員至第14師團，考量之前與之後日軍都很可能給該師團補充缺額且重傷致殘者以外的傷兵應不在補充範圍，以此可見日軍第14師團在本次會戰死傷極大。

## 后续处置
- 第8军被撤销番号，军长黄杰被撤职查办。
- 第27军军长桂永清被撤职查办。
- 第27军第46师师长李良荣革职留用。
- 第71军第88师师长龙慕韩被枪决。

## 评析
此役国军以中央军12个师包围日军1个突进的甲种师团，在日军的顽强抵抗及数个师团的策应解围下，最终功败垂成。蒋中正称兰封会战为“千古笑柄”。
一般認為此為徐州会战的支线、武漢會戰的前哨戰，也有人認為蘭封會戰的失敗，亦是造成隨後国府花園口黃河決堤以阻碍日军的前因。
兰封会战国军失利是有原因的：
首先，在战略上国军统帅部判断有误。只着眼于突出冒进的日军第14师团，没有看到日军华北方面军、华中派遣军几乎倾巢而出，投入大量兵力至徐州战场，目的就是歼灭国军主力并迫使国府投降求和。此时集中十几个师的中央军进行大规模的歼灭战是相当冒险的决策，因为随着战情的变化，日军第14师团极可能成为诱饵，像磁铁一样吸住国军精锐，至后援的数个师团形成反包围，则第一战区很可能损失这十几万的生力军，无形中抵消了国军第五战区在徐州有序的大撤退，将李宗仁的一片苦心化为泡影。
其次，在战术上国军统帅部轻敌冒进。5月下旬，国军主力十余万鏖战一周未能全歼日军第14师团，蒋介石责备各级将领作战不力，却没有冷静分析原因。淞沪会战前期，国军四个德械调整师（第36、87、88师及中央军校教导总队）尚且无法全歼日本数千海军陆战队，此次则计划以不到5倍的优势兵力全歼日军一个被特别加强的甲种精锐师团，这本就是不可能完成的任务。纵观八年抗战，国内战场仅武汉会战中的万家岭大捷中出现此等战例，且全歼的不是日军甲种师团。
最后，对比双方军事实力后发现：日军第14师团为日本常备主力师团，本就战力强大，在战役前配属了装甲部队及野战重炮旅团（辖2个重炮联队，有150毫米重型榴弹炮48门），兵员超过3万人，火力配置已经超过了第一战区的总和，机动性也远超绝大多数国军参战部队，并在战役中后期得到华北方面军数个师团的策应和空中支援；反观国军，一部分番号虽是嫡系精锐参战部队，但在之前的淞沪会战、南京保卫战中损失惨重未来得及充分休整补充，兵员多为新兵，尚未重新形成强大战力，和参加淞沪会战前的德械师不可同日而语。
平心而论，兰封会战虽因中日军队巨大的军力差距，以失败告终，但却体现了蒋介石和薛岳敢于集中大量兵力对日军孤立部队进行围歼，且本次會戰造成日軍第14師團與其配屬部隊死傷6,400人（外圍增援日軍傷亡不計在內）。说明他们具有主动反攻的决心。

## 引用
1. ↑  . 腾讯网·军事频道.   [2015-12-05]. （原始内容存档于2019-05-03）.
2. ↑  . 腾讯网·军事频道.   [2015-09-20]. （原始内容存档于2019-05-03）.
3. ↑  杨玉文. . 纵横. 2002, (第10期): 44.
4. 1 2  . 网易军事.   [2015-09-20]. （原始内容存档于2019-05-02）.
5. ↑  .   [2021-12-24].
6. ↑  「鉄道輸送計画表送付の件」JACAR（アジア歴史資料センター）Ref.C04120499700、支受大日記（密）其４４　７３冊の内　昭和１３年自８月２４日至８月２７日（防衛省防衛研究所）
7. ↑  .   [2024-11-26]. （原始内容存档于2024-12-06）.
8. ↑  . 新浪军事. 北京日报.   [2015-09-20]. （原始内容存档于2019-05-02）.
9. ↑  郭岱君. . . 台北: 联经. 2015: 446–447. ISBN 978-957-08-4583-9.
10. ↑  .   [2021-12-24].